# 橋本到 (フランス文学者)
橋本 到（はしもと いたる、1958年 - ）は、日本の学者。法政大学経済学部経済学科教授。

## 来歴
武蔵大学人文学部卒業後、立教大学大学院博士前期課程修了、青山学院大学大学院博士後期課程満了。法政大学経済学部経済学科教授。

## 著書
- ディドロ著作集第四巻「美学・美術　付・研究論集」
- 『サド全集第6巻 恋の罪、壮烈悲惨物語』
- フランス女性の世紀
- 十八世紀フランス文学を学ぶ人のために
- （項目執筆） 『フランス哲学・思想辞典』
- ジャン・ド・マレッシ『毒の歴史―人間の営みの裏の軌跡』
- 『サド全集第10巻 ガンジュ侯爵夫人』（表題作他二篇を含む）
- （執筆協力） 『現代フランス語辞典』
- 『え・す・ぽ・わ・あ・る』(フランス語教科書)